# Chrysometa obscura
Chrysometa obscura este o specie de păianjeni din genul Chrysometa, familia Tetragnathidae. A fost descrisă pentru prima dată de Bryant, 1945. Conform Catalogue of Life specia Chrysometa obscura nu are subspecii cunoscute.